# Kajanasamiska
Kajanasamiska eller kainuusamiska talades i Kajanaland, i östra Finland, men dog ut på 1700-talet. Språket räknas till den östsamiska språkgruppen.
Ursprungsinnevånarna i Kajanaland var samer som levde på jakt och fiske. På 1600-talet gav Per Brahe den yngre som guvernör i Finland tioårig skattebefrielse för att öka befolkningen i östra delarna av landet. Detta skedde framför allt för att hindra ryska bosättningar.  De inflyttade var huvudsakligen från Savolax. Troligtvis assimilerades kajanasamerna och gick över till att tala finska under det följande århundradet. Den avsomnade kajanasamiskan bar tecken på stark inverkan från savofinskan (en finsk dialekt) vilket stöder detta antagande.